# Robby Langers
Robert "Robby" Langers (ur. 1 sierpnia 1960 w Luksemburgu) – luksemburski piłkarz występujący na pozycji napastnika.

## Kariera klubowa
Langers seniorską karierę rozpoczynał w 1978 roku w zespole Union Luxembourg. W 1980 roku trafił do niemieckiej Borussii Mönchengladbach. W Bundeslidze zadebiutował 16 sierpnia 1980 roku w przegranym 1:2 pojedynku z Fortuną Düsseldorf. Przez 2 lata w barwach Borussii rozegrał 3 spotkania.
W 1982 roku odszedł do francuskiego Olympique Marsylia z Division 2. Po roku przeszedł do FC Metz z Division 1. W 1984 roku zdobył z nim Puchar Francji. W tym samym roku odszedł do drugoligowego Stade Quimperois. Następnie grał w innych drugoligowych zespołach, EA Guingamp oraz US Orléans. W 1987 roku został wybrany Luksemburskim Sportowcem Roku.
W 1989 roku Langers trafił do pierwszoligowego OGC Nice. W 1991 roku spadł z nim do Division 2. Na początku 1992 roku wrócił jednak do Division 1, zostając graczem zespołu AS Cannes. Jego barwy reprezentował przez pół roku. Potem grał w szwajcarskich Yverdon-Sport i Étoile Carouge, niemieckim Eintrachcie Trewir oraz w luksemburskich drużynach F91 Dudelange i Union Luksemburg. W 1998 roku zakończył karierę.

## Kariera reprezentacyjna
W reprezentacji Luksemburga Langers zadebiutował 10 września 1980 roku w przegranym 0:5 meczu eliminacji Mistrzostw Świata 1982 z Jugosławią. 18 maja 1985 roku w przegranym 1:3 pojedynku eliminacji Mistrzostw Świata 1986 z NRD strzelił pierwszego gola w kadrze. W latach 1980–1998 w drużynie narodowej rozegrał w sumie 73 spotkania i zdobył 8 bramek.